# 2023 CX1
2023 CX1 または Sar2667 は、2023年に発見された地球近傍小惑星 (NEO) である。発見から約6時間半後に火球として落下し、地球への落下前に発見された観測史上7例目の小惑星となった。元々は太陽の周りを離心率の大きい楕円軌道で公転するアポロ群に属する地球近傍小惑星で、公転周期は2年余りだったと計算されている。

## 発見と観測
2023年2月12日午後8時18分 (UTC) にハンガリーのコンコリー天文台にあるピスケーシュテテー観測所で初めて観測された。発見後は小惑星センターの地球近傍小惑星確認ページ (NEOCP, Near Earth Object Confirmation Page) にリスト化され、一時的に Sar2667 という名称で呼称されていた。JPL Horizons On-Line Ephemeris System の計算によると、このときの 2023 CX1 の地球からの距離は約 233,000 km であり、すでに月までの距離の約6割にまで接近していた。発見時の見かけの等級は19.4等級で、地球に対する相対速度は約 9 km/s であった。
発見後すぐに世界中の少なくとも20の観測施設からフォローアップ観測が行われ、最終的に地球へ落下する約7分前にフランスのアルプ＝ド＝オート＝プロヴァンス県にある観測施設で観測されたのが最後の観測記録となった。小惑星センターには2024年1月下旬時点で、430を超える観測記録が掲載されている。

## 地球への落下

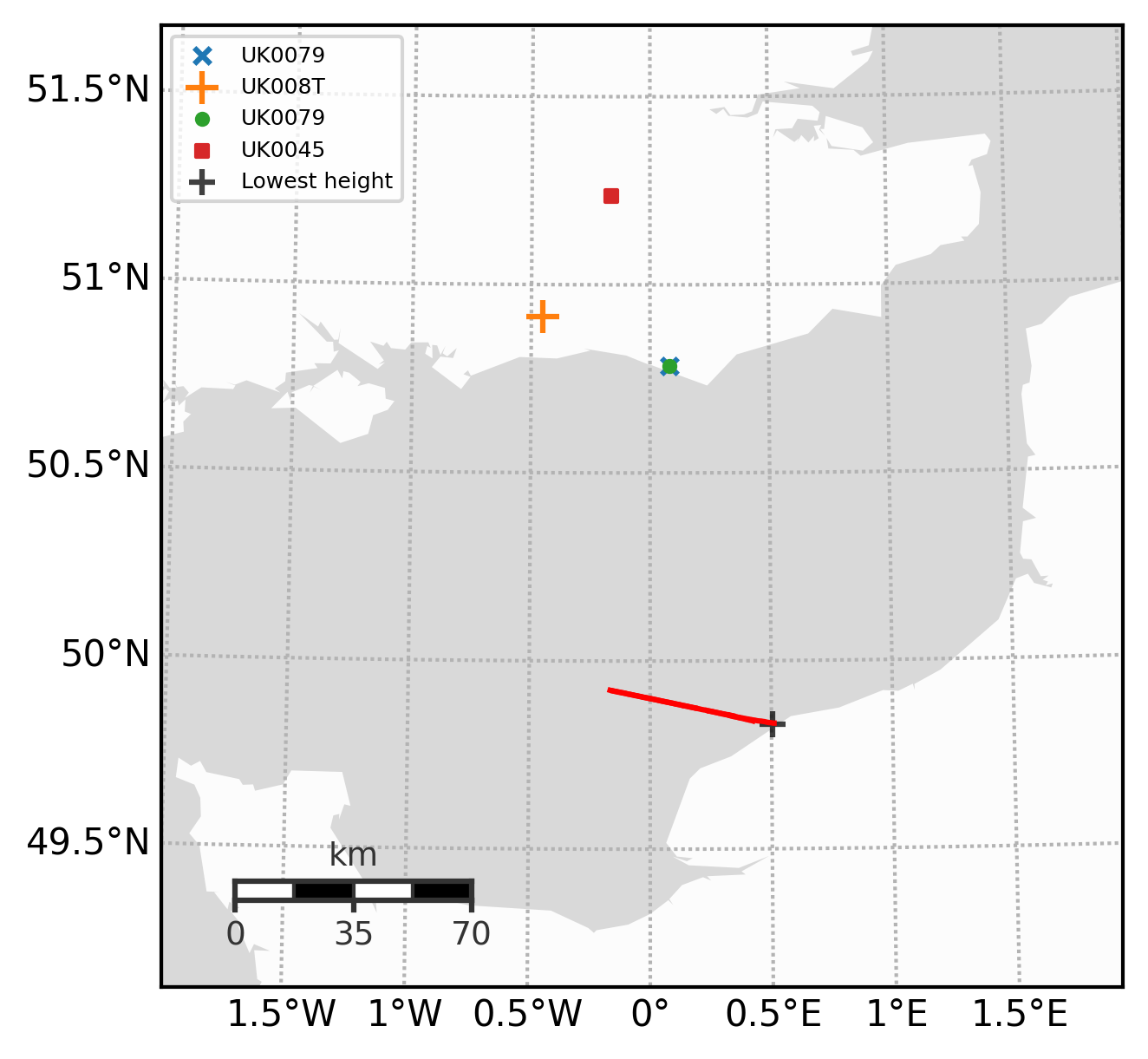
イギリス海峡付近における の落下経路。上がグレートブリテン島、下がフランス北部の沿岸となっている。

最初に観測されてから約6時間半後の2月13日午前2時59分 (UTC) ごろ、2023 CX1 はフランス北部のノルマンディー地域圏付近に火球として落下した。地球へ落下する前にその小惑星が発見されるのは観測史上7例目であり、2022年11月19日 (UTC) にカナダ東部へ落下した 2022 WJ1 以来約3ヶ月ぶりとなった。この火球は、イギリス南部やフランス北部、ベルギー、オランダで火球を観測できると予想された。
そして予想された地球への落下時刻になると、イギリスとフランスをはじめ、イギリス海峡付近の多くの地域で非常に明るい火球が観測され、他にもドイツ西部やルクセンブルクでも火球の目撃が報告された。国際流星機構 (IMO) によると火球は高度 89 km 地点で最初に検出され、高度 29 km 地点で分裂が開始、高度 28 km 地点で完全に分裂して大気との圧縮熱により気化して明るい閃光を放ち、高度 20 km 地点で火球は消滅したと推定している。火球が分裂している際には膨大な運動エネルギーが発生し、それによって衝撃波が発生した。この衝撃波は一部の観測者にも伝わり、また、フランスの地震計ネットワークにも記録されている。この火球は多くの天文学者や民間人によって撮影され、Twitter上では「#Sar2667」というハッシュタグを付して火球が撮影された画像や動画が多数投稿された。2023年3月中旬時点で、IMOには80件以上の火球の目撃報告が寄せられている。
地球への落下前の火球が小惑星として事前に発見されるのは 2023 CX1 で7例目であるが、2022年以降だけでその半数弱である3例が確認されており、欧州宇宙機関 (ESA) はTwitter上にて「これはグローバルな（小惑星の）検出機能の急速な進歩の兆候である」と投稿している。また、欧州宇宙機関は、この火球の破片の一部が大気圏内を通過して、ルーアン周辺の沿岸付近に隕石として落下した可能性があるとした。

## 隕石の捜索

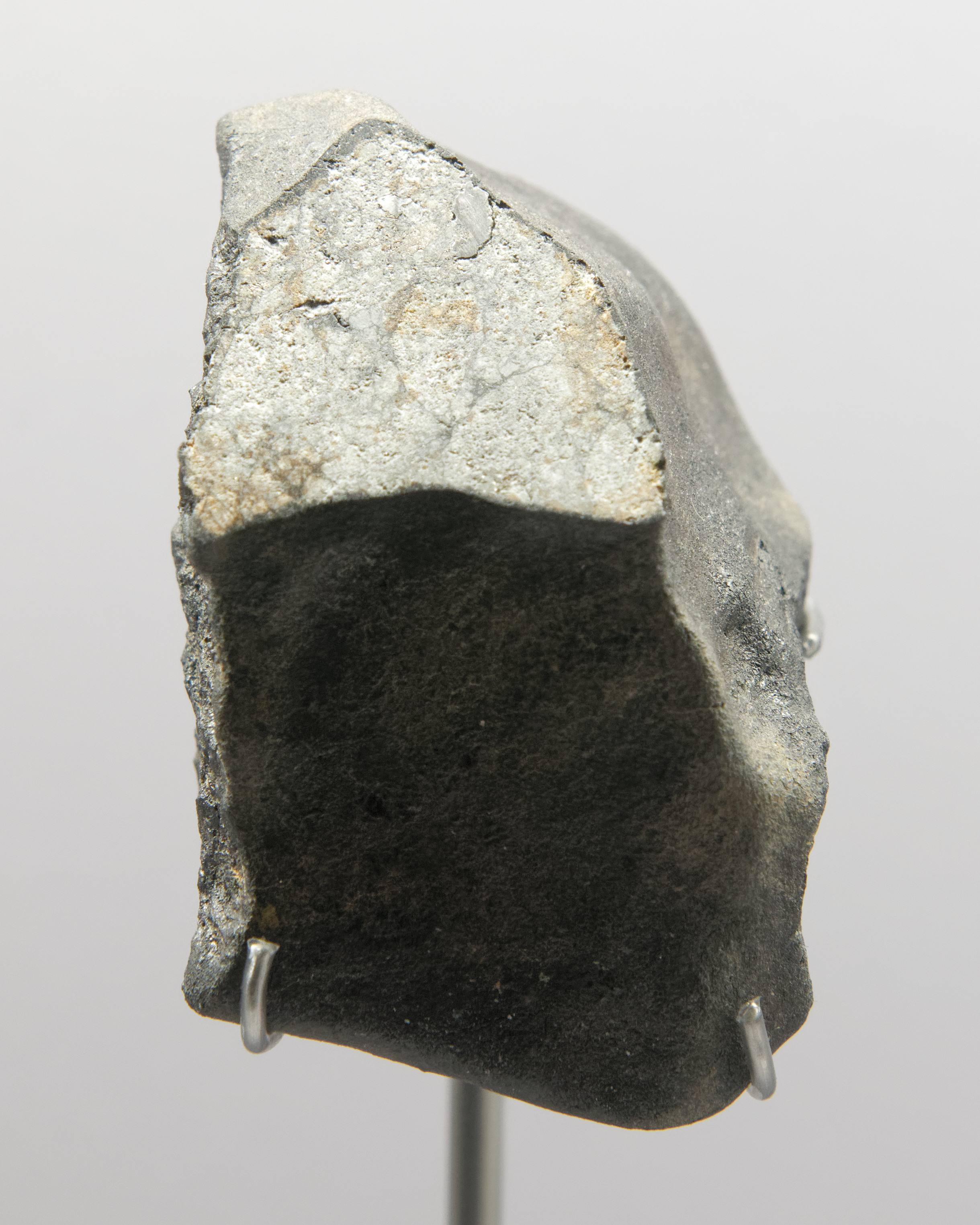
サン・ピエール・ル・ビジェで発見された の破片である隕石。L5/6 コンドライト隕石であると考えられている。

火球落下後、Fireball Recovery and Interplanetary Observation Network (FRIPON) に所属する研究者および市民科学者らが隕石が落下した可能性のある地域周辺において隕石の捜索活動を行った。そして同年2月15日、2023 CX1 に由来しているとみられる最初の隕石がフランス北部のセーヌ＝マリティーム県のコミューンの一つであるサン・ピエール・ル・ビジェの畑から発見されたと発表した。発見された隕石の重量は 95 g で、FRIPONでは「ダークストーン (Dark stone)」と呼称されている。フランス国内で隕石が発見されるのは2011年にドラヴェイユで見つかった隕石以来、約12年ぶりであった。それ以降、この地域の周辺では2023年3月までに20個以上の隕石が発見され、その重さは 2 - 350 g の範囲に渡る。IMOは、2023 CX1 がやや遅い初速度（14.5 km/s）と中程度の進入角で大気圏に進入したため、生成された隕石の数は少ないであろうとしており、約 2 kg 程度の重さがある隕石が一つと不確かな数の数十g程度の軽い隕石が落下したと推定している。